# Кролик Нутталла
Кролик Нутталла (лат. Sylvilagus nuttallii) — один из видов американских кроликов (Sylvilagus) из отряда зайцеобразных, обитает в Соединенных Штатах и Канаде. Латинское и русское названия даны в честь Томаса Наттолла, английского ботаника и зоолога первой половины XIX века, который с 1808 по 1841 год жил и работал в США.

## Описание
Кролик Нутталла небольшое животное, но его размеры относительно велики для рода. Задние ноги длинные; ступни густо покрыты длинными волосами. Уши закруглённые на концах и относительно короткие; внутренние поверхности заметно оволосены. Мех на спине бледно-коричневый, отчётливой светло-коричневый на затылке, кончики ушей чёрные, хвост беловато-серый и брюшко белое. По меньшим размерам и коричневому пятну на затылке этого кролика можно отличить от американского беляка.

## Ареал
Этот вид приурочен к внутренним горным областям Северной Америке. Он встречается от районов чуть к северу от канадской границы на юг до Аризоны и Нью-Мексико, и от предгорий восточных склонов Скалистых гор и к западу до восточных склонов Каскадных
 гор и хребта Сьерра-Невада. Ареал  этого вида в Канаде расширялся в течение XX столетия, сейчас он встречается в провинциях Альберта, Саскачеван и небольшая изолированная популяция в Британской Колумбии.

## Питание
Рацион кролика Нутталла состоит в значительной части из злаков, таких как житняки, мятлики, Hesperostipa comata, Oryzopsis hymenoides, Bromus tectorum и Elymus elymoides. В зависимости от области распространения рацион может включать определённое количество кустарников, таких как Artemisia tridentata, Ericameria и лебеда. В тот период, когда источники пищи становится более ограниченным в зимние месяцы, рацион может пополняться за счёт древесных растений, их коры и веток.

## Размножение
Гнездо S. nuttallii — чашеобразная полость, выстланная мехом и сухой травой. Сверху гнездо прикрыто мехом, травой и небольшими веточками, вероятно, принесёнными туда самой самкой. В Орегоне среднее соотношение полов среди молодых — 1 самец на 1,05 самок; соотношение полов у взрослых — 1 самец на 1,18 самок. В зависимости от местоположения сезон размножения будет меняться с февраля по июль. Средний размер выводка 4—6 крольчат. Период беременности у этого кролика 28—30 дней, и самка может быть оплодотворена во время послеродового эструса.

## Поведение
Наибольшая активность этих кроликов приходится на раннее утро и поздний вечер. Они не являются высоко социальным видом животных и большую часть времени не проявляют какого-либо социального поведения. Наиболее распространённым социальное поведение становится во время репродуктивного взаимодействий или ухаживания. Более 50 % времени активности кролика Нутталла составляет питание.